# Бустамант, Жан-Марк
Жан-Марк Бустамант (фр. Jean-Marc Bustamante; 1952, Тулуза, Франция) — французский художник, фотограф и скульптор.
Жан-Марк Бустамант родился в Тулузе в 1952 году. Его отец был из Южной Америки, а мать — из Англии.
В конце 1970-х, после периода работы ассистентом у фотографа Уильяма Кляйна, в период между 1977 и 1982 он создал серию монументальных фотографий пригородов Барселоны, которые размывали границу между живописью и фотографией. Места для этой серии Бустамант выбирал именно потому, что они были заброшенные и не представляли никакого интереса. Серия включала более 120 снимков с банальными сюжетами и ординарной композицией.
После четырёхлетнего сотрудничества (1983-87) со скульптором Бернаром Базилем (Bernard Bazile), во время которого был создан ряд инсталляций и объектов (дуэт выставлялся как Базиль/Бустамант в середине 1980-х), Бустамант продолжил осваивать новые медиа. В 1989 он начал «Lumières» — серию больших изображений (исходные снимки брались преимущественно из Интернета), напечатанных с помощью шелкографии на плексигласе, которые затем крепились на небольшом расстоянии от стены. Частичная прозрачность и отражённый свет создавали интересный эффект — изображения будто плавали в пространстве.
Работы художника представляют собой синтез прошлого опыта, где сливаются различные художественные языки, сплавляясь в новый визуальный язык.
В 2008 году Жан-Марк Бустамант стал кавалером ордена Почётного легиона, в 2003 представлял Францию на 50-й Венецианской биеннале. Его работы были включены в документу в 1987, 1992, 1997.